# SAKO
«СА́КО», «Сако» (фин. SAKO, аббревиатура от «Suojeluskuntain Ase- ja Konepaja Osakeyhtiö» — «Механические и оружейные мастерские Охранного корпуса») — финская фирма, крупный производитель стрелкового оружия (в основном гражданского) и боеприпасов к нему.

## История
Государственная фирма «САКО» была основана в Хельсинки в 1921 году в целях обеспечения стрелковым вооружением полувоенного формирования-ополчения «Охранный корпус Финляндии» (известного также как «Шюцкор»). Название является аббревиатурой от «Suojeluskuntain Ase- ja Konepaja Osakeyhtiö» — «Механические и оружейные мастерские Охранного корпуса». Финляндия, получившая независимость всего за 4 года до того, остро нуждалась в оружии и боеприпасах для формируемых сил обороны и правопорядка, поэтому деятельность «САКО» сразу стала развиваться весьма активно. Первоначально компания занималась в основном ремонтом и переделкой бывших в употреблении армейских винтовок (в первую очередь, винтовок Мосина); был затем налажен серийный выпуск этих винтовок собственной модификации. Имевшихся в Хельсинки производственных мощностей скоро стало не хватать, поэтому в 1927 году фирма переехала в городок Рийхимяки.
В 1930-е годы «САКО» приступила к проектированию гражданского оружия (охотничьего). Серийный выпуск такого оружия собственной разработки начался в 1940-е годы. Во время Второй мировой войны «САКО» была одним из важнейших поставщиков вооружений для нужд финской армии.
В 1987 году «САКО» объединилась с государственной фирмой «Valmet» в одну компанию «SAKO-VALMET», а владельцами её стали такие предприятия как «Нокиа» и «Valmet». После того, как учредительный комитет фирмы несколько раз поменялся, компания стала называться просто «SAKO». В настоящее время «САКО» входит в концерн «Нокиа», находясь при этом в отношениях «стратегического партнерства» с итальянской оружейной компанией «Беретта».

## Продукция
«САКО» является одним из крупнейших в Европе разработчиков и производителей ручного огнестрельного оружия, предназначенного преимущественно для гражданского применения (охоты и спортивной стрельбы). Компании принадлежит ряд оригинальных и новаторских решений. В частности, «САКО» первой в мире начала производство карабина с продольно-скользящим затвором под патрон кольцевого воспламенения Sako Quad. Охотничье и спортивное оружие выпускается в широком ассортименте и отличается сравнительной дешевизной.
«САКО» также разработала и выпускает в ограниченном количестве для нужд вооруженных сил Финляндии автоматы Rk 95 Tp, за основу конструкции которых был взят автомат Калашникова. Прочие изделия — винтовки и пистолеты — используются как в гражданских целях, так и специальными подразделениями, военизированными формированиями и силами правопорядка ряда стран. К наиболее известным изделиям фирмы, имеющим такое «двойное» применение, можно отнести винтовку Sako TRG, применяемую снайперами.
Другая основная сфера деятельности компании — производство патронов значительного ассортимента, от .22 Hornet до .375 Н&Н Magnum. Многие образцы патронов выпускаются с пулями собственной разработки, которые широко известны в стрелковых и охотничьих кругах всего мира. Выпускает компания боеприпасы и для пистолетов.
Некоторые модели оружия «САКО» выпускает под маркой «Tikka», по названию фирмы, которая вместе с «САКО» вошла в состав «Нокиа».